# John Nzau Mwangangi

John Nzau Mwangangi 2010

John Nzau Mwangangi (* 1. November 1990 in Mwingi) ist ein kenianischer Langstreckenläufer.
Mwangangi wuchs mit drei älteren Geschwistern in dem Dorf Mwingi auf und zog später zu seinem Onkel nach Machakos. Dort wurde er 2006 vom Schweizer Athletenbetreuer Peter Pfister entdeckt, der ihn nach Europa brachte.
Bald sammelte Mwangangi zahlreiche Siege bei bedeutenden Straßenläufen, zunächst vor allem in der Schweiz. 2008 gewann er unter anderem den Greifenseelauf und den Murtenlauf. Beide Erfolge konnte er 2009 wiederholen und zudem den Grand Prix von Bern und die Corrida Bulloise sowie die Route du Vin in Luxemburg gewinnen. Im selben Jahr belegte er bei den Leichtathletik-Juniorenafrikameisterschaften auf Mauritius den zweiten Platz im 5000-Meter-Lauf.
2010 wurde Mwangangi Dritter beim CPC Loop Den Haag, Zweiter beim 10-Kilometer-Lauf im Rahmen der Tilburg Ten Miles und gewann den Dam tot Damloop sowie die 20 km von Paris. Seinen ersten Titelgewinn bei einer internationalen Meisterschaft feierte er bei den Crosslauf-Afrikameisterschaften 2011 in Kapstadt. Einem zweiten Platz beim Lissabon-Halbmarathon folgte ein Sieg beim Rabat-Halbmarathon. Im Herbst wurde er Dritter beim Dam tot Damloop, verteidigte seinen Titel bei den 20 km von Paris und gewann den Valencia-Halbmarathon. 2012 wurde er erneut Zweiter in Lissabon. Bei den Halbmarathon-Weltmeisterschaften in Kawarna belegte er den dritten Platz.
Am 15. November 2015 gewann er den Valencia-Marathon in 2:06:13 h.

## Bestleistungen
- 5000 m: 13:42,88 min, 1. August 2009, Bambous
- 10-km-Straßenlauf: 27:43 min, 18. September 2011, Zaandam (Zwischenzeit)
- Halbmarathon: 59:45 min, 23. Oktober 2011, Valencia